# Abraham Fraunce
Abraham Fraunce (h. 1558 – 1633), foi um poeta e dramaturgo inglês da época isabelina. 
Nativo de Shropshire, nasceu entre 1558 e 1560. Estudou no St John's College de Cambridge desde 1576. Sua comédia em latim, Victoria, dedicada a Sir Philip Sidney, foi provavelmente escrita em Cambridge, onde permaneceu até 1583. Dedicou-se posteriormente à advocacia. Foi protegido de Mary Herbert, Condessa de Pembroke e irmã de Sidney. Sua última obra foi publicada em 1592, e não se sabe mais dele até 1633, quando se diz que escreveu um Epithalamium em honra do matrimônio de Lady Magdalen Egerton, sétima filha do Conde de Bridgwater.